# Klasa okręgowa (grupa śląska VI)
Klasa okręgowa, grupa śląska VI (Skoczów-Żywiec) – jedna z 6 grup klasy okręgowej na terenie województwa śląskiego, która jest rozgrywkami siódmego poziomu ligowego piłki nożnej mężczyzn w Polsce, stanowiąca pośredni szczebel rozgrywkowy między V ligą a Klasą A.
Grupa powstała w wyniku reorganizacji grup klasy okręgowej na terenie województwa śląskiego przeprowadzonej przed sezonem 2019/2020. W jej wyniku do nowo utworzonej grupy śląskiej VI zostały przeniesione drużyny z podokręgów Skoczów i Żywiec, które w sezonie 2018/2019 występowały w grupie bielskiej.

## Zwycięzcy i drużyny awansujące
| Sezon                                                                          | Zwycięzca grupy      | Pozostałe drużyny awansujące                                  | Źródło |
| ------------------------------------------------------------------------------ | -------------------- | ------------------------------------------------------------- | ------ |
| 2023/2024                                                                      | Błyskawica Drogomyśl | Beskid 09 Skoczów, Stal-Śrubiarnia Żywiec, Podhalanka Milówka | [ 2 ]  |
| Od sezonu 2023/2024 drużyny awansują do V ligi, gr. śląskiej II.               |                      |                                                               |        |
| 2022/2023                                                                      | Tempo Puńców         | brak                                                          | [ 3 ]  |
| 2021/2022                                                                      | Błyskawica Drogomyśl | brak                                                          | [ 4 ]  |
| 2020/2021                                                                      | Czarni-Góral Żywiec  | brak                                                          | [ 5 ]  |
| 2019/2020                                                                      | Orzeł Łękawica       | brak                                                          | [ 6 ]  |
| W sezonach 2019/2020–2022/2023 drużyny awansowały do IV ligi, gr. śląskiej II. |                      |                                                               |        |